# Metzneria
Metzneria is een geslacht van vlinders van de familie tastermotten (Gelechiidae).

## Soorten
- M. acrena (Meyrick, 1908)
- M. aestivella (Zeller, 1839) - driedistelpalpmot
- M. agraphella (Ragonot, 1895)
- M. albiramosella Christoph, 1885
- M. aprilella (Herrich-Schäffer, 1854) - karmozijnrode distelpalpmot
- M. artificella (Herrich-Schäffer, 1861)
- M. asiatica Piskunov, 1979
- M. aspretella Lederer, 1869
- M. brandbergi Janse, 1963
- M. campicolella (Mann, 1857)
- M. canella Chrétien, 1920
- M. castiliella (Moschler, 1866)
- M. clitella Rebel, 1903
- M. diamondi Amsel, 1949
- M. dichroa Walsingham, 1908
- M. diffusella Englert, 1974
- M. ehikeella Gozmany, 1954
- M. englerti Piskunov, 1979
- M. expositoi Vives, 2001
- M. filia Piskunov, 1979
- M. hastella Chrétien, 1916
- M. heptacentra Meyrick, 1911
- M. hilarella Caradja, 1920
- M. inflamatella (Christoph, 1882)
- M. intestinella (Mann, 1864)
- M. ivannikovi Piskunov, 1979
- M. kerzhneri Piskunov, 1979
- M. lacrimosa (Meyrick, 1913)

- M. lappella (Linnaeus, 1758) - klispalpmot
- M. lepigrei Lucas, 1935
- M. littorella (Douglas, 1850)
- M. mendica Piskunov, 1979
- M. metzneriella (Stainton, 1851) - knoopkruidpalpmot
- M. montana Piskunov, 1979
- M. neuropterella (Zeller, 1839)
- M. paucipunctella (Zeller, 1839)
- M. portieri Viette, 1948
- M. riadella Englert, 1974
- M. sanguinea Meyrick, 1934
- M. santolinella (Amsel, 1936)
- M. staehelinella Englert, 1974
- M. strictella Turati, 1924
- M. subflavella Englert, 1974
- M. talassica Piskunov, 1979
- M. tenuiella (Mann, 1864)
- M. torosulella (Rebel, 1893)
- M. tristella Rebel, 1901
- M. varennei Nel, 1997